# Rolando Valdez
Carlos Rolando Valdez Pérez (Ciudad de Guatemala; 22 de mayo de 1945) es un exfutbolista guatemalteco que se desempeñaba como delantero.

## Selección nacional
Al año siguiente, fue llamado con la selección mayor al Campeonato de Naciones de la Concacaf de 1963, quedando en la fase de grupos. Mediante el Preolímpico de Concacaf, calificó a los Juegos Olímpicos de México 1968, donde logró el octavo lugar de dieciséis participantes.

### Participaciones en Juegos Olímpicos
| Torneo                   | Sede   | Resultado        |
| ------------------------ | ------ | ---------------- |
| Juegos Olímpicos de 1968 | México | Cuartos de final |

## Clubes
| Club             | País      | Año       |
| ---------------- | --------- | --------- |
| C.S.D. Municipal | Guatemala | 1962-1970 |
| Aurora F.C.      | Guatemala | 1971-1973 |
| C.S.D. Municipal | Guatemala | 1973-1974 |
| C.S.D. Galcasa   | Guatemala | 1975-1976 |

## Palmarés

### Títulos nacionales
| Título                    | Equipo    | País      | Año     |
| ------------------------- | --------- | --------- | ------- |
| Liga Nacional             | Municipal | Guatemala | 1963-64 |
| Liga Nacional             | Municipal | Guatemala | 1965-66 |
| Copa Nacional             | Municipal | Guatemala | 1967    |
| Copa Campeón de Campeones | Municipal | Guatemala | 1967    |
| Copa Nacional             | Municipal | Guatemala | 1969    |
| Liga Nacional             | Municipal | Guatemala | 1969-70 |
| Liga Nacional             | Municipal | Guatemala | 1973    |
| Liga Nacional             | Municipal | Guatemala | 1974    |

### Títulos internacionales
| Título                                | Equipo (*) | País      | Año  |
| ------------------------------------- | ---------- | --------- | ---- |
| Campeonato de Naciones de la Concacaf | Guatemala  | Honduras  | 1967 |
| Copa Fraternidad Centroamericana      | Municipal  | Guatemala | 1974 |
| Copa de Campeones de la Concacaf      | Municipal  | Guatemala | 1974 |

(*) Incluyendo la Selección.